# N'Gangue M'Vumbe Loembe Lu N'Kambissi
N'Gangue M'Vumbe Loembe Lu N'Kambissi (Loembe, le devin qui couve; fils de N'Kambissi en langue Vili) est un souverain du royaume de Loango qui s'est assis sur le trône de 1898 à 1900. 

## Biographie
Il fut un membre de la lignée royale Nkata et régna sous le nom de M'Vuduku Saala. M'Vuduku N'Kambissi étant le nom de sa mère,.
Le vocable saala signifiant plumes, fait référence à un masque qu'il possédait et dans lequel son esprit s'incarna après sa mort.
Après la destitution de Moe Pratt en 1885, et la conférence de Berlin (1884-1885), les prérogatives du Maloango ont été suspendues et une partie de son Royaume a été tronquée et confiée au Portugal, tout comme une partie du royaume de Kakongo a été donnée à l'État indépendant du Congo, afin de lui fournir un débouché sur l'océan Atlantique. Le trône est donc resté vacant.
De plus les Mafouk, ces notables locaux, de plus en plus autonomes par rapport au Maloango et de plus en plus riches grâce à la traite d'esclaves, vont mener le pays dans un état d'anarchie de plus en plus préoccupant, de sorte que le colonisateur, afin de faciliter l'administration du territoire, va revenir à la tenure autochtone.
Au début de 1898, avec le décès de Moe Pratt, l'administrateur convoque le Mamboma et les autres princes de Loango dans sa résidence, et les informe qu'il souhaite qu'un Maloango soit couronné, et que l'on restaure le régime autochtone, sous la protection du gouvernement. Le choix du peuple se fait sur Moe Loemba Lu N'Kambissi, neveu de Moe Pratt. Le Mamboma et les princes se rendent auprès du concerné, dans le village Ndembuano, pour lui demander s'il accepterait le trône.
Le négociant Richard Edward Dennett qui était présent au Loango pendant l'élection du futur souverain et l'a connu personnellement, décrit le futur souverain de la sorte.
"Maniluemba est bossu et de petite taille, mais il possède un visage assez fin et est un peu dandy. En effet, les extrémités de ses moustaches sont ornées de deux perles d'ambre. Au milieu de son front, de la limite de ses cheveux à son nez, est tracée une ligne de craie rouge, divisant le visage symétriquement peint en blanc; tandis que de ses oreilles à ses yeux, des marques similaires terminent sa toilette fétichiste. Sur l'une ou l'autre voiture, il avait placé une marque de craie blanche, tandis qu'une ficelle avec un charme attaché à elle était portée comme une sorte de collier. Il portait un gilet et un manteau avec un collier de velours, tandis qu'un tissu fantaisie était accroché autour de sa taille, à savoir Nkanda ndéci (une peau de chat sauvage)".
Le nouveau Maloango est préoccupé par le fait que certains chefs de ses provinces étaient maintenant sous la domination du roi du Portugal;  "mais, " ajoute,  "en tant que Maluango, je suis Fumu (chef) de tout le pays de Mayumba à la rivière Tchiluango." il a également dit qu'il avait dépensé beaucoup d'argent pour faire face à toutes ces cérémonies préliminaires au couronnement, et ne savait pas exactement d'où proviendraient dorénavant ses subsides, comme il ne pouvait plus recevoir les taxes des commerçants, et n'était en fait qu'un roi sans pouvoir.
Au moment d'être couronné, le Maloango, fait appel au gouvernement français pour des fonds. Comment, dit ce dernier, puis-je divertir les centaines de personnes qui seront obligées de venir se soumettre à moi, dont ceux venant de lointaines contrées, pendant plusieurs jours. Le gouvernement français ayant refusé de supporter cette dépense triviale, et Moe Loemba est resté simplement Nganga Nvumba, et non un souverain couronné. 
Une sécheresse et la famine intervenant après son élection, le peuple cria que c'était à cause de sa venue à Bwali, la capitale du royaume. Ainsi, Moe Loemba, dépourvu de la puissance exercée par le précédent Nganga Nvumba, dut se retirer à Ndembuano, son village, à la grande joie de la population.